# Nulvi
Nulvi (sardinsky: Nùjvi) je italská obec (comune) v provincii Sassari v regionu Sardinie. Nachází se ve výšce 478 metrů nad mořem a má přibližně 2 600 obyvatel. Rozloha obce je 67,38 km².